# Wojciech Bobowski
Wojciech Bobowski, také Ali Beg Ufqi, Santuri Albert Bobowski, Alberto Bobovio, Alberto Bobovio Leopolitano či Albertus Bobovius (1610 Bobowa Polsko? – 1675 Istanbul?) byl polský hudební skladatel, malíř, diplomat, spisovatel a překladatel.

## Život
Narodil se okolo roku 1610 v Bobowu v Malopolsku do protestantské rodiny. Dětství strávil ve Lvově. Svou kariéru zahájil jako varhaník v kostele. Během útoků Tatarů v roce 1638 byl zajat, upadl do otroctví a byl spolu se svou sestrou prodán ke dvoru sultána Murada IV. Sestra byla za sultána provdána. Wojciech konvertoval k islámu a přijal jméno علي افقي Alí Ufqī. Působil jako tlumočník, pokladník a hudebník v paláci Topkapi. Byl mimořádně jazykově nadaný. Kromě polštiny a turečtiny uměl arabsky, francouzsky, německy, italsky, řecky a latinsky. Údajně hovořil patnácti jazyky. Sloužil také dalším sultánům Ibrahimovi I. a Mehmedovi IV. Naučil se hrát i na turecký hudební nástroj santuri.
V roce 1657, po cca 19 letech pobytu v paláci Topkapi, získal svobodu a odešel do Egypta. Je pravděpodobné, že v té době absolvoval pouť do Mekky. Stal se jedním z nejdůležitějších překladatelů v Osmanské říši a začal i svou diplomatickou kariéru. Vrátil se k polskému královskému dvoru krále Jana Kazimíra II. a působil jako první polský osmanský dragoman, tj. diplomat, který sloužil jako tlumočník, sultána Mehmeda IV. Zpracoval první turecké překlady významných děl evropské literatury.
Datum a místo smrti není doložené. Jako nejpravděpodobnější se uvádí Istanbul a rok 1675.

## Dílo

### Náboženství
Bobowski byl vychován jako křesťan a konvertoval k islámu. Hluboce se zajímal o náboženské otázky. Přeložil anglikánský katechismus do osmanské turečtiny a naopak latinsky napsal shrnutí islámské věrouky, ve snaze zvýšit vzájemné porozumění obou kultur.
Bobowského překlad bible do turečtiny, známý jako Kitabı Mukaddes ("Svatá kniha") byl po dlouhou dobu jediným tureckým překladem Bible. Nový překlad byl vydán až v roce 2002, ale Bobowského překlad je s drobnými úpravami stále v Turecku používán.

### Žalmy
Protože vyrůstal v protestantské rodině, byl obeznámen se zpěvem tzv. ženevských žalmů. V roce 1665 vydal malou sbírku žalmů známou jako Mezmurlar. Obsahuje 14 žalmů u kterých použil originální melodie z Ženevského žaltáře, raně kalvinistického zpěvníku, které upravil podle tureckého modálního systému a přeložil texty do osmanské turečtiny.

### Další hudební díla
Kromě žalmů vydal dvě rukopisné sbírky osmanské hudby známé jako Mecmûa-i Sâz ü Söz ("Sbírka instrumentálních a vokálních skladeb"). Tyto antologie obsahují několik stovek posvátných i světských instrumentálních a vokálních skladeb, jakož i tradiční turecké písně. Jsou prvními tureckými hudebními skladbami zaznamenanými evropskou notací. Dochovaly se pouze dva rukopisy, které jsou uloženy v British Library v Londýně a v Bibliothèque Nationale v Paříži.

### Malířství
Bobowski byl rovněž talentovaným malířem. V evropských sbírkách jsou doložena tři alba miniatur zachycujících život u sultánského dvora, detaily oblečení a zbraní vojáků a dvořanů apod.

### Jazykověda
V roce 1666 napsal Bobowski gramatiku osmanského tureckého jazyka. Přeložil díla Hugo Grotia a Jana Amose Komenského.